# Pac-Man 2: The New Adventures
Pac-Man 2: The New Adventures é um jogo eletrônico da série Pac-Man, produzido e publicado pela Namco para o Super NES (SNES) e Mega Drive, lançado em 6 de abril de 1994. É vagamente baseado nos jogos anteriores da série Pac-Man, e também parece conter alguns elementos da série de TV Pac-Man. No entanto, a sua jogabilidade é muito diferente dos jogos de labirinto que representam a maioria dos jogos da série. O jogo também é conhecido por sua grande quantidade de cenas engraçadas.

## Jogabilidade
Em Pac-Man 2: The New Adventures, o jogador faz o papel de um observador e de um assistente que segue Pac-Man para este realizar várias tarefas. Pac-Man anda ao redor em um mundo de desenho animado e interage diretamente com o jogador, bem como com objetos e com outros personagens. O jogador não pode controlar diretamente Pac-Man, mas, pode direcionar sua atenção para várias direções, e estar armado com um estilingue que pode ser usado para atacar determinados objetos, incluindo a ele próprio.
O humor de Pac-Man varia durante todo o jogo, normalmente em resposta ao ambiente ou as ações do jogador e, em geral, o seu humor afeta as suas ações e sua disponibilidade para cooperar com o jogador; as variedades de "mau" humor em algum momento pode comprometer a habilidade e o progresso do jogador. Existem alguns casos, no entanto, que é necessário que Pac Man esteja bravo. Atirar em objetos com o estilingue pode, muitas vezes, voltar a ação para Pac-Man e ao olhar para aquele objeto, faça com que ele junte as peças do quebra-cabeça que está atualmente tentando resolver - por exemplo, batendo em uma porta pode ocasionar a sua entrada dentro de uma casa, podendo descobrir pistas.
Durante todo o jogo, Pac-Man está ocasionalmente sendo atornemtado pelos quatro fantasmas do clássico jogo Pac-Man. Quando isto acontece, Pac-Man fica paralisado pelo medo e, eventualmente, desmaia, a menos que o jogador lhe dê uma potência dos pontos. Então ele se torna Super Pac-Man e voa por um breve período e, ao voltar, come os fantasmas. Em alguns casos, pode deixar para trás dos fantasmas alguns importantes objetos.

### Sinopse
Pac City
- Farm - O bairro onde Pac-Man mora,onde é dividido em Pac-House(Casa de Pac-Man),Fazenda(Uma fazenda onde se pode pegar o transportador para as Montains) e o Arcade(Onde se pode pegar o metro para Metropolis e jogar o Arcade).
- Montains - Um lugar onde há várias montanhas de pedra,onde é dividido em Montains(Ao chegar nas Montains),Cavernas(Onde o jogador é obrigado a pegar um carro de mina),Sky(Onde o único modo de passar é a Asa-Delta) e Forest(Uma pequena floresta,onde há a Flor da Montanha,uma flor muito rara e o único jeito de sair,é caindo numa armadilha).
- Metropolis - O centro da cidade e a área mais extensa onde é possível entrar na Loja de Instrumentos e no Arcade e também é possível ir para o Subway.
- Subway - Um esgoto e a parte final do jogo onde há uma laboratório e onde os monstros estão escondidos.

O jogo se passa na Pac-City,onde Pac-Man mora com sua família.Os personagens são Pac-Man,Ms. Pac-Man(A esposa de Pac-Man),Pac-Jr(O filho mais velho de Pac-Man),Pac-Baby(A filha mais nova que é uma bebê),Lucy(A vizinha de Pac-Man,que é uma humana),fantasmas Blinky,Pinky,Inky e Clyde,o Fantasma Bruxa(Que lidera os fantasmas),Monstro Gosmento  (O monstro que a Bruxa cria para matar Pac-Man) e o Chomp-Chomp(cachorro de Pac-Man).A história do jogo vai continuando em missões.Na primeira missão,Pac-Baby chora por que não há leite.Ms.Pac-Man pede para Pac-Man arranjar leite.No dia seguinte,é o aniversário de Lucy e Ms.Pac-Man manda Pac-Man para pegar a Flor da Montanha nas Mountains.No caminho,ele pega uma Asa-Delta e quase é derrubado pelos fantasmas.Ao chegar na Forest,Pac-Man puxa uma corda,e cai um coelho.Ele acha a Flor da Montanha e ao puxar outra corda,abre um buraco no chão.Ao Pac-Man olhar de perto é empurrado pelo coelho.Ele volta  onde estava quando chegou nas Mountains.E assim ele volta para casa.No dia seguinte,os fantasmas roubam a guitarra de Pac Jr. e Pac-Man vai atrás deles para pegar a guitarra.Ele vai até a Metropolis e acha a guitarra.Depois ao assistir TV,vê uma noticia dos fantasmas aterrorisando a cidade e eles estavão pegando o chiclete das crianças.Em seguida,aparece o Fantasma Bruxa e Pac-Man vai para para-lo.Ele cai no esgoto e lá acha o lugar onde eles estavam escondidos.Ele encontra o Monstro de Chiclete e assim se torna Super Pac-Man e derrota-o.Pac-Man é considerado um herói pela Pac-City e por sua família.

### Outras versões
Durante o jogo,Pac-Man pode colecionar cartuchos e quando colecionados,é possível jogar o jogo Ms. Pac-Man no Super Nintendo e Pac-Man Jr. no Mega Drive.É possível jogar também,sem a necessidade de cartuchos,o jogo Pac-Man.

## Remake
The remake is find at this site.
https://scratch.mit.edu/projects/732113416/